# Théâtre Édouard-VII
 (février 2024).
 (février 2024).
Si vous disposez d'ouvrages ou d'articles de référence ou si vous connaissez des sites web de qualité traitant du thème abordé ici, merci de compléter l'article en donnant les références utiles à sa vérifiabilité et en les liant à la section « Notes et références ».
Le théâtre Édouard-VII, appelé aussi théâtre Édouard-VII - Sacha-Guitry, est une salle de théâtre située 10, place Édouard-VII, dans le 9e arrondissement de Paris, entre la Madeleine et l'opéra Garnier.

## Historique

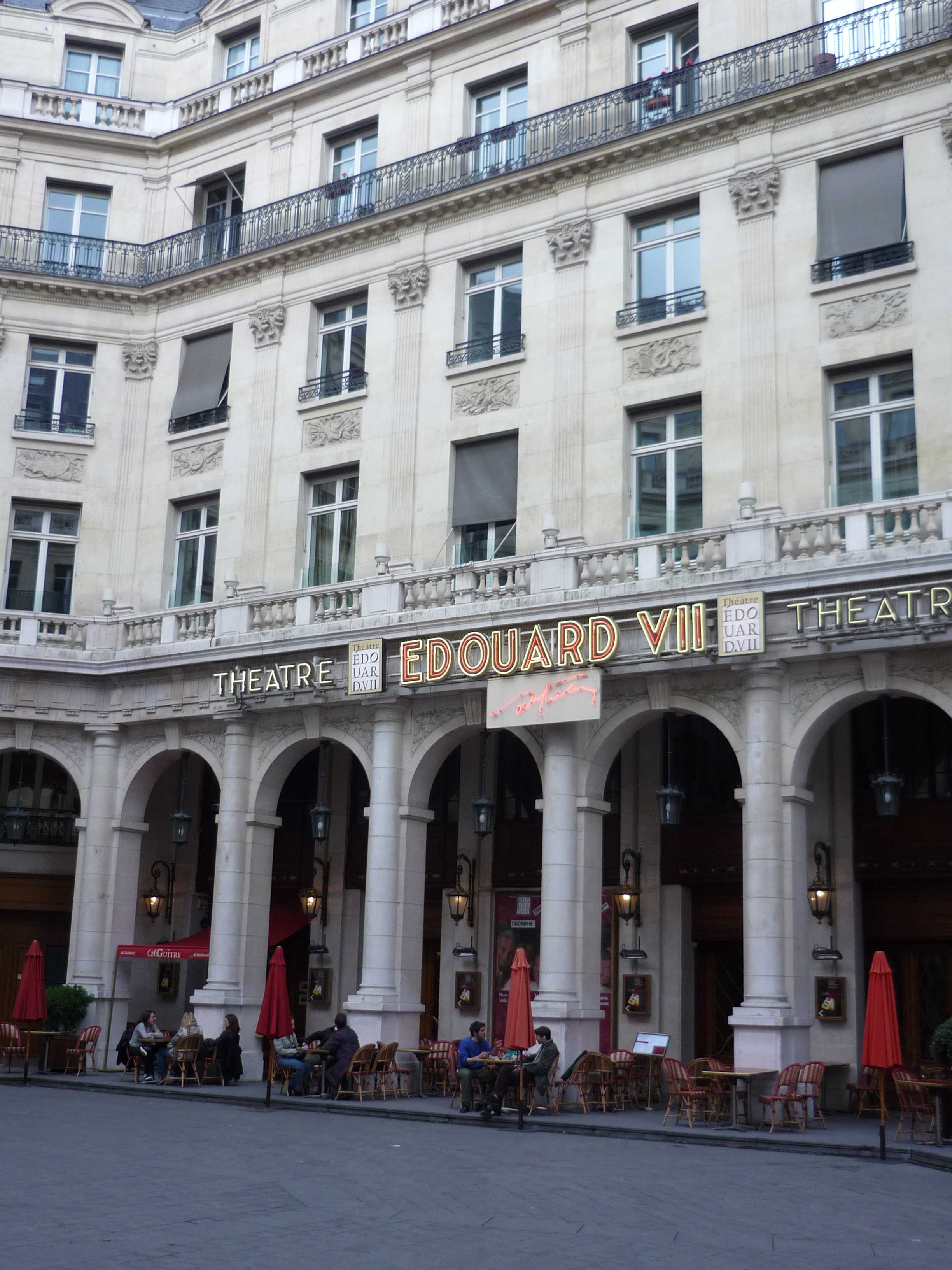
Le théâtre Édouard-VII en 2009.

De 1916 à 1929, Alphonse Franck dirige le théâtre. En 1929, Louis Verneuil lui succède pour six mois. En 1930, Maurice Lehmann devient le nouveau directeur jusqu'en 1931 remplacé par Victor Francen. Fin 1931, la Twentieth Century Fox reprend la salle en cinéma, jusque 1940. La salle redevient un théâtre dirigé par Robert Gallois.
En 1943 Jean-Michel Renaitour et Jacqueline Heusch lui succèdent ; puis en 1944 c'est Pierre Béteille qui prend la direction.
En  1951, Elizabeth Hijar dirige le théâtre jusqu'en 1958 où elle est remplacée par Raymond Rouleau puis la même année par Claude Génia. En 1966, Wilfrid Dodd en prend la tête à son tour. En 1970, c'est au tour de Robert Thomas.
Pendant deux saisons, 1976 à 1978, Simone Valère et Jean Desailly assurent la direction du théâtre Édouard-VII. Ils sont ensuite remplacés par Pierre Bergé puis en 1981 par  Jacqueline Cormier.
En 1989, le nouveau directeur est Julien Vartet. 
Après une année de fermeture, le théâtre ouvre ses portes en septembre 2001 sous la codirection de Bernard Murat et de Jean-Louis Livi. En 2007, Bernard Murat assure seul la direction. 
C'est ensuite Pascal Legros à partir de 2018 qui dirige.